# PPSj-41
De PPSj-41 (Russisch: Пистолет-пулемёт Шпагина, Pistolet-Poelemjot Sjpagina), officieel de Avtomat (pistolet-poelemjot) obr. 1941 g. (Russisch: Автомат (пистолет-пулемёт) обр. 1941 г.), letterlijk Automatische karabijn (pistoolmitrailleur) Model 1941, was een van de meest geproduceerde vuurwapens tijdens de Tweede Wereldoorlog. Hij was door Georgi Sjpagin ontworpen als een goedkoop alternatief voor de PPD-40, die duur was en veel tijd kostte om te bouwen. Een van de kostenbesparende kenmerken van de PPSj was dat er geen schroeven of bouten in zaten.

## Ontwikkeling en de Tweede Wereldoorlog
De reden voor de ontwikkeling van de PPSj kwam gedeeltelijk vanuit de Winteroorlog tegen Finland, waar ontdekt werd dat machinepistolen erg effectief waren op kleine afstand in bossen en stedelijke gebieden. Het wapen werd ontwikkeld in het midden van 1941 en werd geproduceerd door een netwerk van fabrieken in Moskou, met hooggeplaatste lokale partijleden die direct verantwoordelijk waren voor het behalen van de streefcijfers. Een paar honderd wapens werden in november 1941 geproduceerd, maar in de vijf maanden daarna werden er nog eens 155.000 geproduceerd. In de lente van 1942 produceerden de PPSj-41 fabrieken rond de 3.000 wapens per dag.
In het veld was de PPSj superieur: hij was stevig, vergde weinig onderhoud en schoot 900 kogels per minuut af. Waarschijnlijk was hij ook net iets accurater dan zijn vijandelijke tegenstrevers, alhoewel dit voordeel bij automatisch vuren door de hoge vuursnelheid verloren ging. Meer dan 6 miljoen wapens waren aan het einde van de oorlog geproduceerd. De PPSj 41 werd in 1943 opgevolgd door de PPS 43 die nog goedkoper en sneller te produceren was. De PPSj 41 werd echter tot het einde van de oorlog in groten getale geproduceerd en gebruikt.
De PPSj was ook populair bij de Duitsers als de MP41(r) en als de MP717(r). Sommige wapens werden in Duitse dienst omgebouwd naar het kaliber 9mm Parabellum daar het originele kaliber vrij zwak was.

## Na 1945
Na de oorlog werd de PPSj-41 tot ver in de jaren 1960 gebruikt door Sovjettroepen. Ook werd het wapen in groten getale geleverd aan satellietstaten en andere communistische landen en groeperingen. Ook veel later was het wapen nog in gebruik bij opstandelingen, criminelen en andere irreguliere groeperingen over de hele wereld.